# Beethoven : Une star est née !
Pour les articles homonymes, voir Beethoven (homonymie).
Série Beethoven
Beethoven et le Trésor perdu
(2003) Beethoven sauve Noël
(2011)
Pour plus de détails, voir Fiche technique et Distribution.
Beethoven : Une star est née ! (Beethoven's Big Break) est un film américain réalisé par Mike Elliott, sorti directement en vidéo en 2008. Il succède à Beethoven (1992), Beethoven 2 (1993), Beethoven 3 (2000), Beethoven 4 (2001) et Beethoven et le Trésor perdu (2003).

## Synopsis
Un dresseur d'animaux, Sal, fait enlever, afin de toucher une rançon, son (petit) chien alors que ce dernier allait être la vedette d'un film. Malheureusement pour lui l'équipe du film décide de trouver un remplaçant. Beethoven va avoir l'incroyable chance de gagner l'audition et d'être plongé dans l'univers magique du cinéma.

## Fiche technique
- Titre : Beethoven : Une star est née !
- Titre original : Beethoven's Big Break
- Autre titre : Beethoven nouvelle star
- Réalisation : Mike Elliott
- Scénario : Derek Rydall et Brian Levant
- Production : Wayne Morris
- Musique originale : Robert Folk
- Photographie : Stephen Campbell
- Montage : Roderick Davis
- Société de production : MFV Productions
- Société de distribution : Universal Pictures
- Pays :  États-Unis
- Langue : Anglais
- Date de sortie :
  - États-Unis : 30 décembre 2008
  - France : 24 février 2009

## Distribution
- Jonathan Silverman (VF : Guillaume Lebon) : Eddie
- Jennifer Finnigan (VF : Laurence Dourlens) : Lisa
- Moises Arias (VF : Emmanuel Maupin) : Billy
- Eddie Griffin (VF : Lucien Jean-Baptiste) : Stanley
- Rhea Perlman (VF : Marie-Martine) : Patricia
- Stephen Tobolowsky (VF : Bernard Alane) : Sal
- Oscar Nuñez (VF : Lionel Henry) : Tick
- Joey Fatone (VF : Xavier Fagnon) : Bones
- Stefanie Scott : Katie
- Cesar Millan : lui-même

Direction artistique : Barbara Delsol

## Autour du film
- Ce film est également appelé Beethoven 6 (ou Beethoven 6 : Une star est née !) en tant que suite des 5 premiers volets de la saga.
- Ce film a également connu deux autres suites, directement sorties en vidéo : Beethoven sauve Noël  en 2011 et Beethoven et le Trésor des pirates en 2014.
- Il existe une série animée américaine Beethoven (de 26 épisodes) datant de 1994.
- Ce film reprend quelques scènes relatives au 1er film Beethoven.